# Линьероль, Филибер Лавуайе
Филибер Лавуайе (фр. Philibert La Voyer; ум. 1 сентября 1571, Бургей, сеньор де Линьероль — французский придворный, фаворит герцога Анжуйского.

## Биография
Сын Жана Лавуайе, сеньора де Линьероля, и Жанны де Сюрмон. Его род происходил из Перша; местность Линьероль расположена в окрестностях Мортаня. Семья не могла похвалиться древностью происхождения, поэтому свой социальный статус Филибер Лавуайе рассчитывал повысить на службе принцам.
Придворную карьеру Линьероль начал в 1558 году в качестве дворянина, прислуживавшего дофину, с жалованием в 240 турских ливров. В 1561 году стал королевским виночерпием с жалованием в 400 турских ливров, и в том же году поступил знаменосцем в роту из 60 копий герцога Немурского, у которого стал конюшим.
Был эмиссаром герцога, планировавшего, вместе с другими лидерами католической партии, удалить от матери малолетнего принца, будущего Генриха III, которого они намеревались перевезти в Немур или Лотарингию. 20 декабря 1561 прибыл с посланием своего господина ко двору в Сен-Жермен-ан-Ле, где был немедленно арестован. Находился в заключении до конца января, сумел оправдать действия принца, после чего был отправлен назад к Немуру.
В 1562 году стал штатным дворянином Палаты короля, в следующем году сражался с протестантами в долине Роны, взял в плен вражеского капитана Марка Эрлена, которому сохранил жизнь в обмен на сдачу города Лиона. В мае 1566 года стал прапорщиком роты герцога Немурского, но в том же году оставил службу у иностранного принца и поступил в свиту герцога Орлеанского, ставшего позднее герцогом Анжуйским. Его жалование при этом возросло до 600 турских ливров.
Согласно Филиппу Эрланже, он читал Карлу IX «хроники Франции и постоянно подчеркивал обстоятельства, когда короли мстили за ущерб короне ужасным обоазом». Король использовал его в качестве переговорщика, так Линьероль был посредником между двором и лидерами протестантов на конференции в Сен-Дени в 1567 году. По мнению Эрланже, он был ловким проходимцем, умевшим втираться к людям в доверие. Его способностями воспользовался король, назначивший Линьероля придворным к своему брату герцогу Анжуйскому, за которым ему предстояло следить.
В битве при Жарнаке командовал ордонансовой ротой и уже был близок к особе герцога, пославшего его к королю с донесением о победе. Заодно маршал Таванн передал через Линьероля предложение разделить армию на две части и одну послать навстречу рейтарам, двигавшимся с северо-востока. Задержавшийся при дворе на шесть недель в ожидании ответа, Филибер не скрывал своего недовольства медлительностью короля.
22 февраля 1568, благодаря герцогу, Линьероль был пожалован в рыцари ордена короля, и в том же году стал одним из основных политических агентов Карла IX, выполнявшим важные миссии. В 1570 году он стал камергером герцога Анжуйского с жалованием в 2800 турских ливров и пенсионом в 1200 ливров, а совокупный доход Линьероля на королевской службе оценивается не менее, чем в 5000 турских ливров. Затем он также был назначен генеральным наместником Лионне, Форе и Божоле, и губернатором Бурбонне и Оверни. В том же году был послан со своей ордонансовой ротой в Нижнюю Нормандию под начало графа де Матиньона.
Брантом пишет о Линьероле, что тот был «одним из галантных придворных, совершенным во владении как оружием, так и словом, ибо он был исполнен знания и имел великое и славное сердце» (l'un des gallans de la cour, et fort accomply tant pour les armes que pour la parole, car il estoit tout plein de sçavoir, et qui avoit le coeur grand et glorieux). Эрланже полагает, что Брантом, подобно самому монарху, был введен в заблуждение ловким обманщиком.
Линьероль приобрел большое влияние на принца, и современники считали его хронологически первым из миньонов Генриха. По утверждению Эрланже, он воспользовался своим положением для того, чтобы попытаться посеять вражду между братьями, но был разоблачен королевой-матерью, агенты которой перехватили его корреспонденцию. Скорый на расправу король поручил юному Жоржу де Вилькье, виконту де Ла-Гершу, племяннику одного из воспитателей принца, устроить ссору с Линьеролем и убить его, для чего дал ему нескольких «добрых молодцов» ("bons hommes").
Первая попытка нападения была неудачной, но 1 сентября 1571 Вилькье в кампании великого приора, графа фон Мансфельда, сьера де Сен-Жана (брата Монтгомери) и ещё нескольких бойцов воспользовался королевской охотой в Бурдее. Линьероля сумели отделить от основной группы свитских, после чего Вилькье и Мансфельд спровоцировали конфликт и пронзили его шпагами неподалеку от королевской резиденции.
По мнению Эрланже, убийство в таком месте и при таких обстоятельствах носило демонстративный характер, но современники, не посвященные в тайны придворных интриг,  не знали его причин и строили различные предположения. Наиболее популярной была версия, согласно которой Линьероль проболтался о планах Екатерины Медичи убить адмирала Колиньи. Якобы, герцог Анжуйский, узнав об этом проекте от брата, рассказал своему камергеру, за что получил суровый выговор. На этом объяснении настаивали реформатские авторы, выставлявшие Линьероля типичной жертвой королевской тирании, но уже историкам XVIII века оно представлялось надуманным.
Жан де Со-Таванн предлагает более правдоподобное объяснение, считая, что Филибер Лавуайе проиграл борьбу за влияние на герцога, и большой фавор Рене де Вилькье одолел маленький фавор Линьероля. Герцог Алансонский на процессе Ла-Моля и Коконната в 1574 году показал, что у Линьероля было много врагов, среди которых главным был Вилькье.
Развивая эту версию, часть протестантских авторов утверждала, что, опасаясь Вилькье, Линьероль безрассудно попробовал сблизиться с королем, а поскольку герцог Анжуйский был любимцем матери, пытался скомпрометировать Екатерину в глазах Карла IX, чем только настроил его против себя. По мнению Мишле, это было первое убийство, совершенное по инициативе Екатерины Медичи
Наконец, последнее предположение состоит в том, что король был недоволен провалом проекта брака герцога Анжуйского с английской королевой, а Линьероль, якобы, отговаривал принца от этого союза, который отдалил бы его от Франции.

## Семья
Жена: Анна Кабриана (де Кабрьен), дочь Эмилио Кабрианы, мантуанского дворянина
Дочь:
- Катрин Лавуайе де Линьероль[фр.] (ок. 1571—1657), камерфрейлина Анны Австрийской. Муж: Рене II дю Белле (ум. 1621), сеньор де Ла-Флот, губернатор Ле-Мана